# 路蘭·卡路連奴·法卡奧
路蘭·卡路連奴·法卡奧（Ronan Carolino Falcão，1985年5月7日—），一般称之为路蘭，生于里約熱內盧的马热，是赤道幾內亞职业足球运动员，擔任後衛。

## 外部連結
- 香港足總 路蘭檔案 （页面存档备份，存于）
- FIFA.com 檔案 （页面存档备份，存于）
- CBF Database[永久]（葡萄牙文）
- 公民官網 路蘭檔案 （页面存档备份，存于）